# Medlovice (Morávia do Sul)
Medlovice é uma comuna checa localizada na região de Morávia do Sul, distrito de Vyškov.